# John Leslie (natuurkundige)
Sir John Leslie (Lower Largo, 10 april 1766 – aldaar 3 november 1832) was een Schots natuur- en wiskundige. Hij publiceerde onder meer de tafels van vermenigvuldiging in zijn boek The philosophy of Arithmetic. Dit was een tabel met alle tabelbewerkingen tot 99 × 99.
Daarnaast was hij ook de uitvinder van een thermometer, een hygrometer alsmede een lichtmeter. Voor zijn wetenschappelijke prestaties kreeg hij in 1804 de Rumford Medal uitgereikt.
|  |